# 真矢 (レースクイーン・モデル)
真矢（まや、1981年12月25日 - ）は、日本のレースクイーン、女性モデル。血液型はO型。山羊座。

## 人物
- 大阪府大阪市出身。
- 短大、体育学科卒で、健康運動指導士、NSCA認定「パーソナルトレーナー」の資格を持ち、ジムでフィットネストレーナーも務めるスポーツウーマン。プロテインマイスター、救急法救急員の資格も持つ。
- サバサバした男勝りの性格で、俳優の京本政樹より「男前」の愛称で呼ばれている[1]。
- 趣味：車（RAV4Adventure）バイク（愛車はハーレーダビッドソン、ビモータ）、サーフィン、スノーボード
- 特技：珠算二段、バスケットボール
- 好きな食べ物：肉料理、お好み焼き、たこ焼き、朝鮮料理、カニ、駄菓子、珍味
- 嫌いな食べ物：生野菜
- 好きな歌手： KREVA
- 2021年11月22日（いい夫婦の日）にInstagramにて入籍を発表。

## 来歴
- 短大卒業後、フィットネストレーナーを務める。その後モデルである姉の勧めによりトータルベネフィットに入所し、モデルとして登録[2]。
- 2007年、大阪オートメッセ「VLUSTY JEWEL」にてイベントコンパニオンとしてデビュー。
- 2009年10月、F1日本グランプリのグリッドガールとして新田梢恵とレースクイーンを務める。
- 2011年、SUPER GT「LEXUS TEAM Le Mans ENEOS」としてシーズンを通してレースクイーンを務める事となる。
- 2011年5月　NSCA認定「パーソナルトレーナー」の資格取得。
- 2013年1月　2012日本レースクイーン大賞受賞「LEXUS TEAM Le Mans ENEOS GIRLS」
- 2014年、レースクイーンを卒業し、SUPER GT「S Road MOLA GT-R」RQのコントローラーを務める[3]。
- 2015年 TEAM LMcorsa　RQコントローラーを務める。
- 2015年10月末付でトータルベネフィットを退所し、フリーとして活動を始める[4]。
- 現在、株式会社インホイールに所属[5]。

## 主な活動

### イベントコンパニオン
- 2007年：大阪オートメッセ「VLUSTY JEWEL」ブース
- 2007年：ビーチバレー「ジャパン・カレッジ ぴあCUP」BVガールズ
- 2007年：大阪モーターショー「ハセプロ」ブース
- 2007年：神戸コレクション「Tuche UNO COLLECTION」ブース
- 2009年：大阪オートメッセ「グッドイヤー」ブース
- 2009年：大阪モーターショー「TOYOTA」ブース
- 2009年：大阪モーターサイクルショー「Ducati」ブース
- 2011年：大阪オートメッセ「avex」キャンペーンガール
- 2011年：東京オートサロン「C-WEST」ブース（共演：新田梢恵）
- 2008年から2011年：Fリーグ「名古屋オーシャンズ」 ピッチクイーン「Wing」
- スポーツブランド「ENTLO」イメージガール
- 2012年：東京オートサロン「TWS」ブース（共演：碧井翔子、赤西あや、大川真代、白河あおい、橋本雪乃）
- 2012年：大阪モーターショー「大阪ガス」ブース
- 2013年：東京オートサロン「C-WEST」ブース（共演：蒼井晴香、赤西あや、彩世めい）
- 2013年：大阪オートメッセ「EL DORADO」ブース
- 2013年：大阪モーターショー「三菱自動車」ブース
- 2014年：東京オートサロン「C-WEST」ブース（共演：赤西あや、彩世めい、和泉テルミ）
- 2014年：大阪オートメッセ「EL DORADO」ブース
- 2015年：大阪オートメッセ「CARトップ、三菱自動車PHEVスペシャルコラボ」ブース
- 2015年：大阪モーターサイクルショー「BHS」ブース
- 2015年：東京モーターサイクルショー「BHS」ブース

### レースクイーン
- 2007年：SuperGT「CUSCO RACING」クスコトータルベネフィットレースクイーン
- 2008年：フォーミュラ・ニッポン「SG TEAM　5ZIGEN」レースクイーン[6]
- 2009年：Ducati Cup  Ducatiガール
- 2011年：SuperGT「LEXUS TEAM Le Mans ENEOS」レースクイーン（相方：熊乃あい）
- 2012年：SuperGT「LEXUS TEAM Le Mans ENEOS」レースクイーン（相方：日野礼香）
- 2013年：SuperGT「LEXUS TEAM Le Mans ENEOS」レースクイーン（相方：渡辺順子）

### 司会
- 2012年：大阪オートメッセ「メインステージ」

### テレビ
- オートバイ情報番組「Like a Wind」(サンテレビジョン）番組レポーター（2013年7月 - ）